# Jan Valta
Jan Valta (* 23. září 1977 Praha) je český houslista, skladatel, dirigent, hudební režisér a aranžér.

## Životopis
Syn dirigenta Jana Valty (* 1948) a příbuzný starosty Kladna Václava Valty. Absolvoval teplickou konzervatoř (prof. Jiřina Dlouhá) a AMU v Praze (prof. Jindřich Pazdera), obor housle. V devatenácti letech se na dvě sezony stal členem České filharmonie. Je sekundistou Heroldova kvarteta, v ansámblu, který za deset let své existence koncertoval v zemích Evropy, v Japonsku, Austrálii, Brazílii či na Havajských ostrovech. Kvarteto vystoupilo např. v londýnské Wigmore Hall, frankfurtském Sendesaal, barcelonském l'Auditori a v sále Palau di Musica ve Valencii. Soubor natočil tři CD; natáčel také pro Český rozhlas, ABC Classic FM Sydney, Hesischer Rundfunk a pro Supraphon. Heroldovo kvarteto je nositelem Ceny ČSKH pro rok 2001.

## Vystoupení
Sólově vystupoval Jan Valta v Rakousku, Německu, Francii, Španělsku, Slovenské republice a v Japonsku. Společně se svým otcem realizoval nahrávku skladeb Antonína Dvořáka a Bedřicha Smetany pro housle a klavír. Od roku 2006 je pedagogem na teplické konzervatoři. Je uměleckým vedoucím Heroldova komorního orchestru a teplického souboru Ecce Harmonia.

## Dílo
Je autorem aranží pro různá nástrojová obsazení: od komorních souborů přes big band až po velký dechový nebo symfonický orchestr. Jeho transkripce a aranže byly vedle České republiky hrány například v Lucembursku, Francii či ve Španělsku.
Jako skladatel spolupracuje především s českým violoncellistou Kryštofem Lecianem: v roce 2008 napsal celovečerní cyklus Zodiac 13 pro cello a klavír, který byl natočen na CD. Koncertantní symfonii Fulcanelli zkomponoval v roce 2009. Věnuje se také dirigování, hudební režii a střihu.
Složil hudbu pro středověkou videohru Kingdom Come: Deliverance od Warhorse Studios; pro tuto hru vytvořili spolu s Adamem Sporkou unikátní systém adaptivní hudby.
V únoru 2025 vyšlo pokračování Kingdom Come: Deliverance II, pro které opět složil soundtrack.